# Apostrofa
Apostrofa (grč. okretanje od čega) je termin antičke retorike za figuru u kojoj govornik ili pisac iznenada prekida s izravnim obraćanjem publici, "okreće" se od svoga neposrednog sugovornika, da neposredno oslovi neku mahom odsutnu osobu, bogove, predmete ili pojave o kojima govori. Apostrofa je uvijek u vokativu i nositelj je rečeničkog akcenta. Ponekad je čitavo djelo pisano kao apostrofa. (Slobodanka Peković, Rečnik književnih termina)
Primjer:
Padni mjeseče, na krov straćare/i zvizni na prste, žut odžačare...(Oskar Davičo: "Koračnica sna")

Dođi amo - - s prijestolja me sruši/I u crne tamnice obori;... (Silvije Strahimir Kranjčević "Prolaznost") 